# Epikeia
Epikeia (grego ἐπιείκεια, latim equitas, português: justiça, gentileza, clemência ) - termo pertencente à cultura do direito desde a antiguidade grega. É a virtude da aplicação adequada e suave da lei geral a casos específicos, que fazem parte de uma realidade sempre mais rica que a própria lei - por vezes contrária à letra da lei, mas de acordo com o seu espírito.
Aristóteles escreveu sobre a epickeia na Ética a Nicômaco, que comentado na Idade Média, entre outros, por Tomás de Aquino . Na Suma Teológica, Tomás de Aquino ensinou que a ação humana consiste em atos contingentes individuais que podem variar de um número infinito de maneiras e, portanto, é impossível estabelecer qualquer regra de direito relativa à atividade humana de modo que ela nunca falte ( in nullo casu deficeret ). Serge Thomas Bonino, O.P., resumiu o ensinamento de Thomas sobre a virtude da epikeia na seguinte definição:
Epikeia é uma virtude que faz com que o homem se disponha a escolher o que é justo mesmo quando o que é justo é contrário à letra da lei, que não pode levar em conta todas as circunstâncias. Mas essa transgressão "certa" de uma lei definida é sempre empreendida em relação a uma lei superior: a intenção do legislador e, em última análise, a intenção de Deus, como mostra a lei natural (cf. STh II-II, q 120)
Tomás de Aquino deu um exemplo da lei que ordena dar coisas dadas para guarda - porque é certo na maioria dos casos ( in pluribus ). Contudo, por vezes este direito pode ser prejudicial. Pode acontecer que alguém tenha dado sua espada para guardá-la e agora queira recuperá-la num estado de forte afeto. Alguém pode querer tirar algo para usar contra o seu país. Nestes e em casos semelhantes, segundo Tomás de Aquino, seria errado cumprir esta lei, e seria bom cumprir o que a justiça e o bem público exigem contrariamente à letra da lei ( Sum theologia II-II q.120 a .1co).
A virtude da epikeia também é necessária no direito canônico eclesiástico. Significa a possibilidade de isenção da fidelidade à letra da lei, quando a retidão moral dita o seu descumprimento. Então a interpretação do dispositivo é feita de acordo com a suposta intenção do legislador, e não de acordo com a letra da lei .
O direito romano afirma: Placuit in omnibus rebus praecipuam esse iustitiae aequitatisque quam stricti iuris rationem (Em todas as questões, o princípio da justiça e da equidade deve prevalecer sobre o princípio da lei estrita)  .